# Hasta abajo
«Hasta abajo» es el primer sencillo del álbum de estudio de Don Omar titulado Meet the Orphans, lanzado el 29 de octubre de 2009 por medio de descarga digital. Se realizó un remix junto a Daddy Yankee, y otras versiones posteriores. 
En 2010, se convirtió en la canción tema de la película Imparable.

## Canción
Fue dada a conocer originalmente el 10 de octubre del 2009 en su sitio oficial antes de ser lanzada digitalmente, una versión fue producida por A&X (Alcover & Xtassy) que es el remix con Tempo y Dynasty y la otra fue producida por Eliel en la versión normal y el remix junto a Daddy Yankee, y en ella hace mención a escuchar artistas como son "El Cangri" (Daddy Yankee), Wisin & Yandel, Randy "Nota Loka", Ivy Queen, Plan B, Tego Calderón, Arcángel y De la Ghetto anexando en la segunda versión remix a, el dúo Yaga y Mackie, Eddie dee, Vico C y DJ Playero. Posteriormente, se lanzó una segunda remezcla junto Tempo & Dynasty, el cual fue lanzado 3 de diciembre de 2010.

## Video musical
El video musical para la versión normal fue filmado en Nueva York Se creó una posibilidad de que se grabase el video para la versión remix con Daddy Yankee también y ambos videos serián dirigidos por Carlos Pérez quien había realizado la mayoría de los videos de Don Omar hasta aquel momento, pero esto nunca se concreto y dicho video musical nunca salió a la luz.

## Remix
- Oficial Remix: Don Omar Ft Daddy Yankee
- Free Tempo Remix: Don Omar Ft Tempo & Dynasty
- 2.5 Remix: Don Omar Ft Daddy Yankee, Tempo & Dynasty

## Posicionamiento en listas
| Listas (2009)                        | Posición máxima |
| ------------------------------------ | --------------- |
| Latin Songs[cita requerida]          | 10              |
| Latin Tropical Songs[cita requerida] | 1               |
| Latin Rhythm Songs[cita requerida]   | 1               |
| Latin Pop Songs[cita requerida]      | 8               |